# COSMOS (池本幹雄の漫画)
『COSMOS』（こすもす）は池本幹雄が、「週刊少年ジャンプ」（第一部：1997年30号、第二部：1999年20号）に掲載した読みきり漫画作品であり、「PLASMA」（芸術生活社）で連載した漫画作品である。なお、池本幹雄は、「NARUTO -ナルト-」の作者・岸本斉史のアシスタントである。

## あらすじ
秩序の消えた混沌の街「クレスタウン」。麻薬と暴力がはびこるカオスな街で、少年たちは気の合う者同士、徒党を組んで喧嘩に明け暮れていた。彼らは街の鼻つまみ者でしかなく、「愚者（フール）」と呼ばれてボス達の首には多額の賞金がかけられていた。その中でも、チーム「キャンディ」を仕切る少年バド・ワイザーには「一千万」という破格の値がつけられていた。賞金のためには人を殺すことも厭わないバド・ワイザーだったが、純情な少女ナイーブとの出会いにより心境に変化が生じ始める。

## 登場人物
バド・ワイザー
愚者（フール）の少年。不良グループ「キャンディ」を束ねており、その首には「一千万」という破格の賞金がかけられている。金髪で、タトゥーにピアスの装飾、タバコをふかし、性格はいたってクール。賞金のためには殺人も厭わない冷徹な性格だったが、少女ナイーブとの出会いや師・マルボロとの戦いを通して、心境に変化が生じ始める。最愛の母親を難病イモラ病で亡くしている。渾名はバド、バドちゃん。
ナイーブ
黒髪の少女。性格は可憐で純粋。不治の病とされるイモラ病に罹患した父をもつ。バド・ワイザーに懸けられた賞金で父の薬を買おうとして、バドを襲う。しかし、彼女は賞金首を殺してから警察に届けねばならないことを知らず、賞金首が直接現金を手渡してくれるものだと思っていた。生命を非常に尊んでおり、殺人も含めた暴力行為に明け暮れるバド・ワイザー達の行動を諌める。彼女の純情な性格は、バド達に強い影響を与えることとなる。座右の銘は「いのちと申す者はァ 一切の財の中にィ 第一の財なり」。牛乳好き。渾名はなっちゃん。
輝和（てるかず）
「キャンディ」のメンバーの少年。次に戦う候補（賞金首）を進言するなど、バドの参謀的な役割も果たしていると思われる。バドからは「すぐ熱くなる」性格と評される。顔が大きく、チンパンジーのような表情をすることがある。
ラガー
「キャンディ」のメンバーの少年。体格は小柄で、服装はタンクトップに、ゴーグルを着用。第二部では坊主になっている。口癖は「カネがほしい」。
ドライ
「キャンディ」のメンバーの少年。長髪に十字架のネックレスを着用。熱くなったクアーズを諌める場面も見られ、チーム内では比較的冷静な性格。
クアーズ
「キャンディ」のメンバーの少年。大柄な体躯で、髪型はトレッドヘア。賞金のかかっていない愚者（フール）を殺すことに批判的であり、バドに諌言することもあった。
マルボロ
バー「悪の華」に入り浸る中年の男性。第一部に登場。バド・ワイザーを愚者（フール）の世界に導いた張本人であるが、最近のバド・ワイザーの行動については、度が過ぎていると批判的である。作品内では、過去に最強の部類の愚者（フール）であったことが暗示されている。ナイーブに極秘情報として賞金額一千万の愚者（フール）「ジョーカー」の存在を教える。終盤に正体を現す。
ホップ・スー
警察官志望の12歳の少年。第二部に登場。ネクタイに制帽、半ズボン姿で、純粋で曲がったことが大嫌いな性格。過去にたった一人の兄を愚者（フール）に殺害されている。愚者（フール）と戦う「正義」の警察官アーリー・アメリカンに憧れ、バドを悪の元凶として激しく憎悪する。バドたちに良くちょっかいを出し、バドに包丁で襲いかかろうとしたこともあったが、その都度バド達に軽くあしらわれている。
ウポ
チーム「タナトス」のボス。第二部に登場。賞金額十五万。メンバーは全身タイツをまとっている。グループでホップから金銭を巻き上げようとしていた際に、「キャンディ」一味と遭遇し、ボコボコにされる。
カール
バー「悪の華」の常連客の中年の男性。第二部に登場。バド達の理解者であり、バドを「生命（いのち）の重みを誰よりも知っている愚者（フール）」と評する一方、兄を殺されたホップの愚者（フール）を憎悪する気持ちにも理解を示している。バドから「カールさん」と呼ばれ、一定の敬意が表されている模様。
チャマイヨ
街の大富豪の男性。第二部に登場。その内実は、麻薬を青少年に売りさばくことで、巨万の富を築いていた。醜く肥満しており、強烈な関西弁を喋る。黒猫を飼っている。
アーリー・アメリカン
街の警察官の男性。第二部に登場。愚者（フール）と戦い、向き合う姿から街一番の熱血ポリスとして英雄となっている。時折テレビ等で見せる挙手の敬礼は「誓いの敬礼」と呼ばれ、「絶対」の証とされている。ホップから正義の警察官として尊敬されている一方、キャンディのメンバーからは、口髭をはやした容姿から「マリオのくせに・・」と嗤われている。物語の終盤、本性を現すこととなる。